# Список серій аніме «Приємно познайомитись, Бог»
«Приємно познайомитись, Бог» (яп. 神様はじめました, Камісама Хаджімемащіта, дослівно: «Я стала Богом») — аніме на основі однойменної манґи, авторкою якої є Джульєтта Судзукі.
Нижче представлений список серій аніме.

## Сезони
| Сезон | Сезон | Серії | Трансляція    | Трансляція      |
| Сезон | Сезон | Серії | Перший етер   | Останній етер   |
| ----- | ----- | ----- | ------------- | --------------- |
|       | 1     | 13    | 1 жовтня 2012 | 24 грудня 2012  |
|       | 2     | 12    | 5 січня 2015  | 30 березня 2015 |

## Список епізодів

### Сезон 1 (2012)
| № серії  | Назва серії                                                                                                | Режисер(и)                  | Сценарист(и)                                                                               | Оригінальна дата показу |               |                |
| -------- | --- | --------------------------- | ------------------------------------------------------------------------------------------ | ----------------------- | ------------- | -------------- |
| 1        | «Нанамі стає Богом» Транслітерація: «Nanami, Kamisama ni Naru» (яп. 奈々生、神様になる)                    | Ясуйтіро Ямамото            | Акітаро Даїті                                                                              | 1 жовтня 2012           |               |                |
| 2        | «Бог стає мішенню» Транслітерація: «Kamisama, Nerawareru» (яп. 神様、ねらわれる)                           | Наокі Хісікава              | Акітаро Даїті                                                                              | 8 жовтня 2012           |               |                |
| 3        | «Бог поєднує» Транслітерація: «Kamisama, En o Musubu» (яп. 神様、縁をむすぶ)                               | Юсуке Онода                 | Акітаро Даїті                                                                              | 15 жовтня 2012          |               |                |
| 4        | «Бога викрадено» Транслітерація: «Kamisama, Kadowakasareru» (яп. 神様、拐かされる)                         | Йосітака Кояма              | Акітаро Даїті                                                                              | 22 жовтня 2012          |               |                |
| 5        | «Бог втрачає свій дім» Транслітерація: «Kamisama, Ie o Ushinau» (яп. 神様、家をうしなう)                   | Тіка Наґаока                | Акітаро Даїті                                                                              | 29 жовтня 2012          |               |                |
| 6        | «Бог захворів» Транслітерація: «Kamisama, Kaze o Hiku» (яп. 神様、風邪をひく)                              | Тосіакі Канбара             | Акітаро Даїті                                                                              | 5 листопада 2012        |               |                |
| 7        | «Бог запрошує хлопця на побачення» Транслітерація: «Kamisama, Dēto ni Sasou» (яп. 神様、デートに誘う)      | Ясуюкі Хонда                | Акітаро Даїті                                                                              | 12 листопада 2012       |               |                |
| 8        | «Бог їде на пляж» Транслітерація: «Kamisama, Umi e iku» (яп. 神様、海へいく)                               | Йосітака Кояма              | Акітаро Даїті                                                                              | 19 листопада 2012       |               |                |
| 9        | «Бог вирушає до палацу Короля-дракона» Транслітерація: «Kamisama, Ryūgūjō ni iku» (яп. 神様、竜宮城にいく) | Масу Іто                    | Акітаро Даїті                                                                              | 26 листопада 2012       |               |                |
| 10       | «Нанамі йде на вечірку» Транслітерація: «The God Goes To A Mixer» (яп. 巴衛、神使になる)                   | Сухей Мацусіта              | Акітаро Даїті                                                                              | 3 грудня 2012           |               |                |
| 10       | «Нанамі йде на вечірку» Транслітерація: «The God Goes To A Mixer» (яп. 巴衛、神使になる)                   | 11                          | «Нанамі йде у місто» Транслітерація: «Shinshi, Machi ni dekakeru» (яп. 神使、街にでかける) | Тосіакі Канбара         | Акітаро Даїті | 10 грудня 2012 |
| 12       | «Нанамі перестає бути Богом» Транслітерація: «Nanami, Kamisama o Yameru» (яп. 奈々生、神様をやめる)        | Йосітака Кояма Тіка Наґаока | Акітаро Даїті Мітіко Йокоте                                                                | 17 грудня 2012          |               |                |
| 13       | «Нанамі стає Богом» Транслітерація: «Kamisama Hajimemashita» (яп. 神様はじめました)                        | Ясуйтіро Ямамото            | Акітаро Даїті Мітіко Йокоте                                                                | 24 грудня 2012          |               |                |
| 14 (OVA) | «Бога відшивають»                                                                                          | Акітаро Даїті               | Акітаро Даїті                                                                              | 20 серпня 2013          |               |                |
| 15 (OVA) | «Бог їде до термального джерела»                                                                           | Акітаро Даїті               | Акітаро Даїті                                                                              | 20 серпня 2013          |               |                |

### Сезон 2 (2015)
| № серії (загалом) | № серії (в сезоні) | Назва серії | Режисер(и)                      | Сценарист(и)  | Оригінальна дата показу |
| ----------------- | ------------------ | --- | ------------------------------- | ------------- | ----------------------- |
| 14                | 1                  | «Нанамі стає Богом знову» Транслітерація: «Kamisama Mata Hajimemashita» (яп. 神様またはじめました)                   | Масахіро Мукаї                  | Акітаро Даїті | 5 січня 2015            |
| 15                | 2                  | «Бог вирушає до Ідзумо» Транслітерація: «Kamisama, Izumo e Iku» (яп. 神様、出雲へいく)                               | Юта Мурано                      | Акітаро Даїті | 12 січня 2015           |
| 16                | 3                  | «Бог падає у Пекло» Транслітерація: «Kamisama, Yomi ni Ochiru» (яп. 神様、黄泉におちる)                              | Хіроакі Акаґі                   | Акітаро Даїті | 26 січня 2015           |
| 17                | 4                  | «Бог мандрує Пеклом» Транслітерація: «Kamisama, Yomi o Kakeru» (яп. 神様, 黄泉をかける)                              | Томоко Івасакі                  | Акітаро Даїті | 2 лютого 2015           |
| 18                | 5                  | «Друга романтична сповідь Бога» Транслітерація: «Kamisama, Nidome no Kokuhaku o Suru» (яп. 神様, 二度目の告白をする) | Тосіакі Канбара                 | Акітаро Даїті | 9 лютого 2015           |
| 19                | 6                  | «Бог зустрічає маленького крука» Транслітерація: «Kamisama, Kotengu ni Au» (яп. 神様, 小天狗にあう)                  | Масахіро Мукаї                  | Акітаро Даїті | 16 лютого 2015          |
| 20                | 7                  | «Бог піднімається на гору Курама» Транслітерація: «Kamisama, Kurama-yama e Iku» (яп. 神様, 鞍馬山へいく)             | Томоко Івасакі                  | Акітаро Даїті | 23 лютого 2015          |
| 21                | 8                  | «Тишком-нишком» Транслітерація: «Kamisama, Sennyū Suru» (яп. 神様, 潜入する)                                         | Томоко Івасакі                  | Акітаро Даїті | 2 березня 2015          |
| 22                | 9                  | «Сліпий Бог» Транслітерація: «Kamisama, Fuiuchi o Kurau» (яп. 神様, ふいうちをくらう)                                | Каору Ябана                     | Акітаро Даїті | 9 березня 2015          |
| 23                | 10                 | «Романтична сповідь Бога» Транслітерація: «Kamisama, Kokuhaku Sareru» (яп. 神様, 告白される)                         | Тосіака Канбара                 | Акітаро Даїті | 16 березня 2015         |
| 24                | 11                 | «Бог повертається у дитинство» Транслітерація: «Kamisama, Kodomo ni Modoru» (яп. 神様, こどもにもどる)               | Томоко Івасакі Ясуйтіро Ямамото | Акітаро Даїті | 23 березня 2015         |
| 25                | 12                 | «Весілля Бога» Транслітерація: «Kamisama, Kyūkon Sareru» (яп. 神様, 求婚される)                                      | Ясуйтіро Ямамото                | Акітаро Даїті | 30 березня 2015         |

## Список OVA-епізодів

### Kako-hen
| № серії | Назва серії                                                                              | Оригінальна дата показу |
| ------- | ---------------------------------------------------------------------------------------- | ----------------------- |
| 1       | «Бог стрибає в минуле» Транслітерація: «Kamisama, Kako ni Tobu» (яп. 神様、過去にとぶ)   | 20 серпня 2015          |
| 2       | «Лисиця закохується» Транслітерація: «Kitsune, Koi ni Ochiru» (яп. 狐、恋に落ちる)       | 18 грудня 2015          |
| 3       | «Бог стає нареченою» Транслітерація: «Kamisama, Hanayome ni Naru» (яп. 神様、花嫁になる) | 20 квітня 2016          |
| 4       | «Бог зустрічає декого» Транслітерація: «Kamisama, Mukae ni Iku» (яп. 神様、迎えにいく)   | 19 серпня 2016          |

### Shiawase ni Naru
| № серії | Назва серії                                                                             | Оригінальна дата показу |
| ------- | --------------------------------------------------------------------------------------- | ----------------------- |
| 1       | «Бог буде щасливим» Транслітерація: «Kamisama, Shiawase ni Naru» (яп. 神様、幸せになる) | 20 грудня 2016          |